# Augustine Reding
Augustine Reding (Lichtensteig, 10 agosto 1625 – Einsiedeln, 13 marzo 1692) è stato un abate, teologo benedettino svizzero.
Reding fu principe abate dell'Abbazia di Einsiedeln, dal 1670 alla sua morte.

## Biografia
Dopo aver compiuto gli studi classici al collegio benedettino di Einsiedeln, entrò nell'ordine di San Benedetto il 26 dicembre 1641. Quindi iniziò all'età di ventiquattro anni a studiare filosofia. Ebbe l'ordinazione sacerdotale e fu nominato maestro dei novizi nel 1649, ottenne il dottorato di filosofia e teologia all'Università di Friburgo in Brisgovia nel 1654, fu professore di teologia all'allora Università benedettina di Salisburgo dal 1648 al 1654. Divenne priore a Einsiedeln nel 1658, e infine fu eletto Principe-Abate di Einsiedeln il 17 luglio 1670. 
A Einsiedeln costruì il coro, che ancora esiste, la chiesa per la confessione e la cappella di santa Maddalena (1674–84). Nel 1675 il suo monastero prese in carico il collegio di Bellinzona, che fu condotto dai monaci di Einsiedeln fino alla sua soppressione nel 1852. Curò con cura la disciplina e insistette per una profonda formazione intellettuale dei suoi monaci. Durante la sua reggenza i conventuali di Einsiedeln aumentarono da 53 a 100, e molti di questi acquisirono fama come professori in varie istituzioni di insegnamento.

## Opere
I suoi molti scritti teologici sono eruditi, ma lo stile è asciuto e a volte oscuro. La sua opera più importante è Theologia scholastica universa (13 voll., Einsiedeln, 1687), basata sulla Summa di Tommaso d'Aquino. 
Altri lavori sono:
- Veritas inextincta concilii Tridentini (5 voll., ib., 1677–84), una difesa del Concilio di Trento contro Johann Heinrich Heidegger;
- Vindex veritatis centuriæ primæ annalium ecclesiasticorum Baronii (ib., 1680), una giustificazione nel primo centenario degli Annales Ecclesiastici di Cesare Baronio;
- Œcumenicæ cathedræ apostolicæ authoritas (ib., 1669), una della supremazia papale contro il gallicanesimo;
- altre opere di minor importanza.